# Trilospora californica
Trilospora californica is een microscopische parasiet uit de familie Trilosporidae. Trilospora californica werd in 1939 beschreven door Noble. 